# Vale do Paraíso (Azambuja)
Vale do Paraíso is een plaats (freguesia) in de Portugese gemeente Azambuja en telt 1 040 inwoners (2001).